# إيناس جوهر
إيناس جوهر (27 يونيو 1947 -) هي مذيعة إذاعية مصرية.

## مسيرتها
عيّنت في الإذاعة المصرية في عام 1969 في وظيفة مذيعة وقارئة نشرة في البرنامج العام، ثم مذيعة وقارئة لنشرة الأخبار ومقدمة للبرامج في إذاعة الشرق الأوسط ، وعُيّنت نائب لرئيس شبكة الشرق الأوسط ، ثم رئيساً لشبكة الشرق الأوسط في أكتوبر 2000 حتى 18 مارس 2005 ، ثم رئيسة الإذاعة في 19 مارس 2005.

## إسهامات
تدريب المذيعين على العمل في التنفيذ على الهواء داخل أستديو التنفيذ وعلى الاذاعات الخارجية على أختلافاتها المسئولة عن أذاعة أف أم التي تغطى فعاليات مهرجان الإذاعة والتليفزيون من دورته الثانية وحتى الآن ، المشاركة في الاعداد والاشراف وإدارة المسرح لكافة الحفلات التي تقيمها الإذاعة وحفلات قطاع الإنتاج والتليفزيون في المناسبات القومية ، ساهمت ضمن لجان الاشراف على إنشاء قناة النيل للدراما وقناة النيل للمنوعات ، كما قامت بقراءة نشرة الأخبار في التليفزيون المصري لمدة أربع سنوات منذ عام 1974 وحتى عام 1978، واخيرا المشرف العام لراديو النيل 2018.

## برامجها
ساهمت في إعداد بعض البرامج التليفزيونية من بينها
- برنامج هذا المساء
- برنامج الست دي أمي
- برنامج عندما يأتي المساء
- الفترات المفتوحة للقناتين الفضائيتين في المناسبات المختلفة)

### البرامج التي تقدمها[8]
- تسالي.
- قصة فيلم.
- الجديد في ورق سليفان.
- النادي الدولي / الفترات المفتوحة.
- ألبوم الذكريات.

## جوائز
- حصلت على أكثر من مرة في الاستفتاءات المنوعة على جوائز أفضل إذاعية.
- حصلت برامجها على جوائز أفضل البرامج في أعياد الاعلاميين.
- حصل برنامج«تسالى» على رقم 6 بين اذاعات العالم كأفضل برنامج يعطى جرعة ثقافية يومية للمستمع وذلك من خلال مسابقة أقامتها مونت كارلو الدولية.